# نينو فراسيكا
أنطونيو «نينو» فراسيكا (من مواليد 11 ديسمبر 1950) هو ممثل إيطالي وشخصية تلفزيونية.

## نبذة
ولد في ميسينا، وهو معروف في الغالب لنوع الكوميديا الجافة التي يقدمها. كان أول ظهور له في التلفزيون الإيطالي مع رينزو أربوري في برنامج كولي ديلا نوتي «تلك الليلة» في عام 1985 والذي لعب فيه دور الراهب شبه الأمي. وفي لاحقًا ومرة أخرى بالتعاون مع أربوري لعب الدور الرئيسي في برنامج المسابقات السريالي إنديترو توتا في عام 1987. 
ظهر لاحقًا في العديد من الأفلام المصورة مثل Il Bi e il Ba 1986،  وأيضًا في البرامج التلفزيونية للتلفزيون الإيطالي. لعب دور المارشال أنتونينو «نينو» تشيشيني في المسلسل التلفزيوني الإيطالي دون ماتيو.

## فيلموغرافيا

### الأفلام
- مكان ما
- السائح

### مسلسل تلفزيوني
- دون ماتيو
- المافيا تقتل فقط في الصيف [5]

### برامج تلفزيونية
- تشي تيمبو تشي فا (راي 1، دال 2017)
- إنديترو توتا! 30 e l'ode (Rai 2، 2017)

### الإذاعة
- Programmone (راديو 2، دال 2015)

## روابط خارجية
- نينو فراسيكا على موقع IMDb (الإنجليزية)
- نينو فراسيكا على موقع روتن توميتوز (الإنجليزية)
- نينو فراسيكا على موقع ألو سيني (الفرنسية)
- نينو فراسيكا على موقع أول موفي (الإنجليزية)
- نينو فراسيكا على موقع ديسكوغز (الإنجليزية)
- نينو فراسيكا على موقع قاعدة بيانات الفيلم (الإنجليزية)
- نينو فراسيكا على موقع كينوبويسك (الروسية)